# Ahmed Vefik Pascià
Ahmed Vefik Pascià (Costantinopoli, 1823 – Rumelihisarı, 1891) è stato un politico turco.
Fu ambasciatore dell'Impero ottomano a Parigi e prefetto di Brussa, fu anche membro della  Massoneria.